# Karl-Heinz Gerschmann
Karl-Heinz Gerschmann (* 20. November 1924; † 27. April 2010 in Münster) war ein deutscher Altphilologe und Philosophiehistoriker.
Gerschmann war nach dem Studium der Klassischen Philologie und Philosophie unter anderem beim Hessischen Rundfunk in Frankfurt am Main als Redakteur beschäftigt. In dieser Zeit veröffentlichte er zwei kleine papyrologische Arbeiten, die eine auf Anregung von Hans Georg Gundel zu einem Papyrus aus der Gießener Papyrussammlung. Zudem war er an der einzigen deutschen, zuletzt von Willy Theiler herausgegebenen Gesamtübersetzung des jüdischen Philosophen Philon von Alexandria beteiligt. Als Hans Blumenberg 1965 zunächst nach Bochum, dann 1970 nach Münster berufen wurde, folgte er diesem. In Münster wurde er zum Akademischen Rat, später Oberrat am Philosophischen Seminar ernannt. Aus diesem Anlass unterzog sich Gerschmann einem Promotionsverfahren, das er 1974 mit einer bei Horst-Dieter Blume angefertigten Dissertation über den antiken Roman des Chariton von Aphrodisias abschloss. Gerschmann arbeitete Blumenberg insbesondere zur antiken Literatur und Philosophie zu und veröffentlichte eigene Schriften zur Philosophiegeschichte der Renaissance und Frühen Neuzeit, unter anderem zu den Dunkelmännerbriefen, zu Thomas Morus, Francesco Patrizi da Cherso, Johannes Pfefferkorn, Niccolò Machiavelli und Johannes Hofer.

## Schriften (Auswahl)
- Ein Privatbrief aus dem Apollonios-Archiv (P.Giss. Inv. Nr. 237). In: Aegyptus. Bd. 42, 1962, S. 237–239, online.
- Philo, Gegen Flaccus. In: Philo von Alexandria. Werke in deutscher Übersetzung. Band 7. De Gruyter, Berlin 1964, S. 122–165, online; weitere Online-Fassung.
- Antiqui–Novi–Moderni in den Epistolae Obscurorum Virorum. In: Archiv für Begriffsgeschichte. Bd. 11, 1967, S. 23–36, online.
- Nicht-platonische Quellen zur Utopia des Thomas Morus. In: Der Staat. Zeitschrift für Staatslehre und Verfassungsgeschichte, deutsches und europäisches öffentliches Recht. Bd. 7, 1968, S. 471–486.
- Zu Johannes Pfefferkorns ‚Übersetzung‘ der Evangelien. In: Zeitschrift für Religions- und Geistesgeschichte. Bd. 21, 1969, S. 166–171.
- Über Machiavellis Modernität. In: Archiv für Begriffsgeschichte. Bd. 17, 1973, S. 149–176.
- Chariton-Interpretationen. Diss. Münster 1974.
- Johannes Hofers Dissertation De nostalgia von 1688. In: Archiv für Begriffsgeschichte. Bd. 19, 1975, S. 83–88.
- Frane Petrić, la citta felice – jedna utopija između Thomasa Morusa i Campanelle. In: Prilozi za istraživanje hrvatske filozofske baštine. Bd. 5, 1979, S. 43–56 (in kroatischer Sprache, Übersetzung: Lino Veljak, mit Zusammenfassung in italienischer Sprache; online).
- Wenn Dunkelmänner Briefe schreiben. In: Neophilologus. Bd. 81, 1997, S. 89–103.